# (5495) Румянцев
(5495) Румянцев (лат. Rumyantsev) — типичный астероид главного пояса, открыт 6 сентября 1972 года советским астрономом Людмилой Журавлёвой в Крымской астрофизической обсерватории и 18 августа 1997 года назван в честь графа Николая Румянцева.

## Обнаружение и именование
(5495) Румянцев
Открыт 6 сентября 1972 года в Научном Л. В. Журавлёвой.
Назван в память о русском графе Николае Петровиче Румянцеве (1754—1826), министре иностранных дел и председателе Государственного совета России с 1807 по 1814 год. Собрал огромные коллекции книг, рукописей, этнографических и нумизматических материалов, которые легли в основу московского Румянцевского музея, открытого в 1862 году. Книжная коллекция позже легла в основу Российской государственной библиотеки.
Оригинальный текст (англ.)5495 Rumyantsev
Discovered 1972-09-06 by Zhuravleva, L. V. at Nauchnyj.
Named in memory of the Russian count Nikolaj Petrovich Rumyantsev (1754—1826), the Minister for Foreign Affairs and President of the State Council in Russia from 1807 to 1814. He amassed great collections of books, manuscripts, ethnographic and numismatic materials that became the basis for Moscow's Rumyantsev museum, inaugurated in 1862. The book collection later became the foundation of the Russian State Library.
Источники: DISCOVERY.DB; M.P.C. 30476.

## Орбита

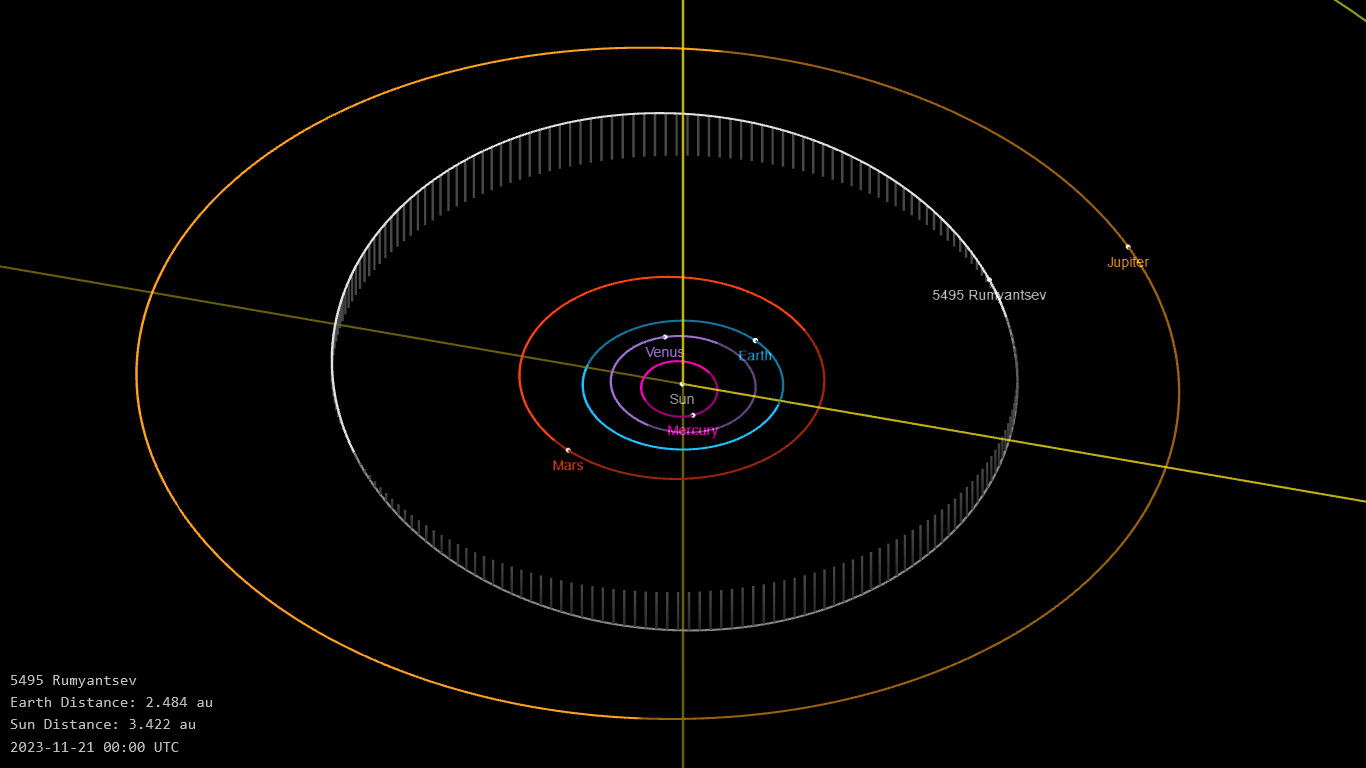
Орбита астероида Румянцев и его положение в Солнечной системе

## Физические характеристики
Астероид относится к таксономическому классу C.
По результатам наблюдений в инфракрасном диапазоне орбитальной обсерватории IRAS и спутника Akari и наблюдений в видимом и ближнем инфракрасном диапазоне космического телескопа NEOWISE диаметр астероида сначала оценивался равным 27,76±4,6 км, позже — 27,218±0,170 км, 25,79±1,24 км и 25,518±0,275 км. Согласно тем же источникам альбедо оценивается как 0,0833±0,036, 0,0868±0,0118, 0,108±0,012 и 0,098±0,022.